# セーフティーパス
セーフティーパス（SAFETYPASS）は、かつてNTTコミュニケーションズがサービス提供していた電子マネーサービス。
接触型ICカードで個人認証を行い、個人認証と電子マネー決済サービスをリンクさせていた。インフラストラクチャー（接触型ICカードリーダー）の普及が芳しくなく、このサービス自体も2007年10月で終了した。
NTTコミュニケーションズは、電子マネーとしては他に電子マネーちょコム（Pちょコム）のサービスを行っている。
また、接触型ICカード eLWISE を使った個人認証サービスとしては、決済機能が無い「セーフティパス ビジネス」として継続している。